# Евсевије Веркелски
Евсевије Веркелски је био први епископ Веркелије (данашњи Верчели) у Италији. 
Рођен је око 283. године на острву Сардинија. Заједно са мајком и млађом сестром, он је пребегао у Рим после страдања његовог оца. Ту је најпре био чтец читачу, а касније га је папа Марко рукоположио за свештеника. 15. децембра 345. године Папа Јулије I га је поставио за епископа.
У писму Светог Амвросија Медиоланског из 354. година, светитељ га хвали за организацију епархијског живота, посебно, монаштва у лику и подобију источних цркава.
Непоколебљиви присталица Символа вере Атанасија Великог, Јевсевија је послао папа Либерије у мисију да предложи цару Констанцију II да сазове Васељенски Сабор како би се изборио са Аријевом јереси. Сабор је одржан у саборној цркви у Милану 355. године, али пошто су на њему превладали аријанци, Еевсевије је одбио да потпише акте.
Евсевије је због тога свргнут, и протеран у Палестину, а затим у Кападокију. 361 године, после смрти Констанција II, његов наследник цар Јулијан Отпадник Евсевије је враћен из изгнанства и поново заузео епископски трон. 
Свети Евсевије основао је епархију у Тортони, и отишао у Галију, где је поставио епископа у Ембруну.
Свети Евсевије се упокојио у Верчели 371. или 372. године.
Православна црква помиње светог Евсевија 16. децембра.